# Купка
Ку́пка —  село в Сучевенській сільській громаді Чернівецького району Чернівецької області в Україні.

## Географія
У селі струмок Аршовець впадає у річку Малий Серет.

## Герб
У золотому щиті зелена ялина, що виникає між двох зелених пагорбів.

## Історія
Село засноване 1429 року.
1775 року село перебувало під владою Австро-Угорщини.
З 24 серпня 1991 року село входить до складу незалежної України.

## Населення
1930 року населення склало 2159 мешканців.

### Мова
Мова спілкування, переважала румунська.

## Світлини

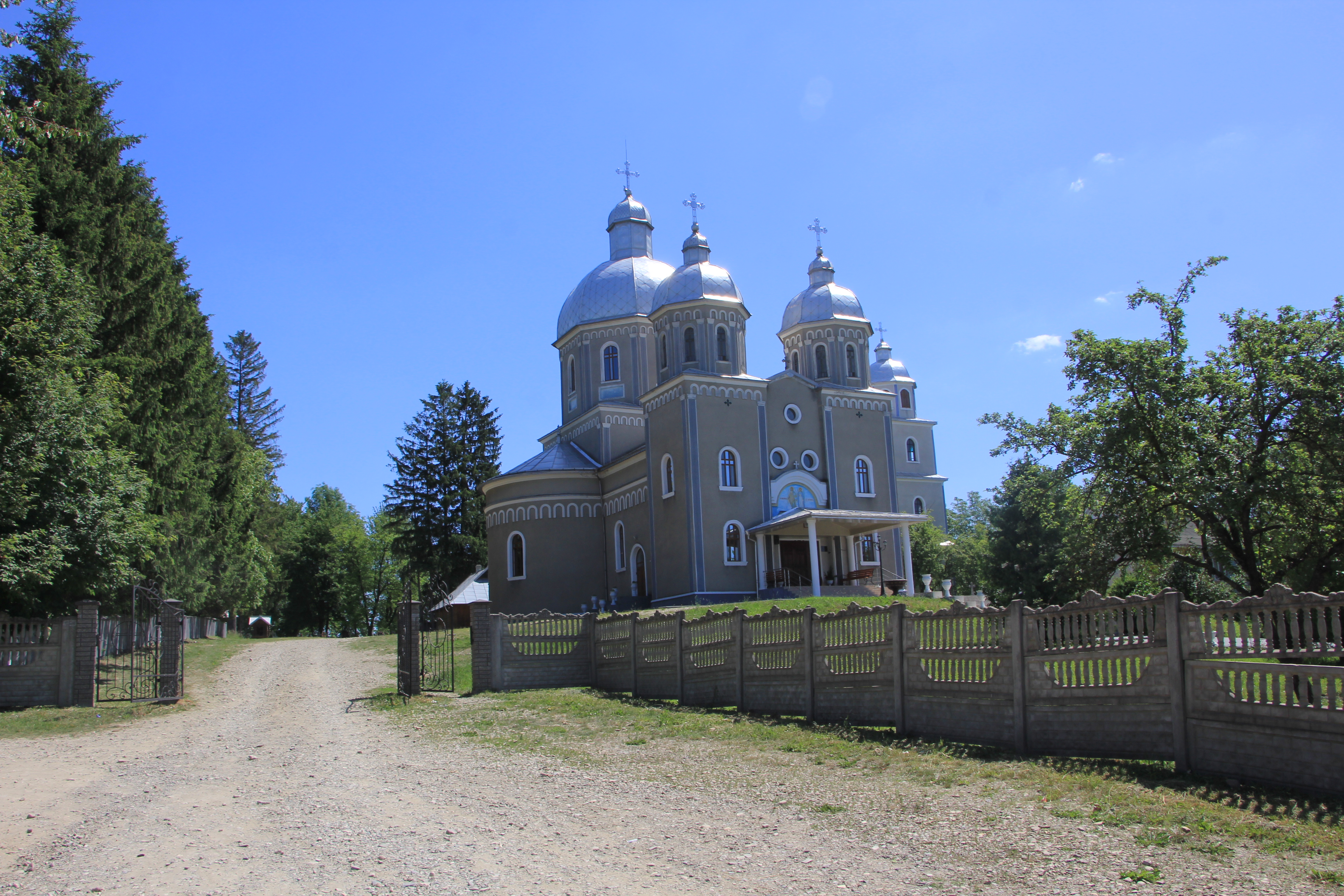
Новий храм біля дерев'яної церкви Св. Арх. Михайла 1787 с. Купка
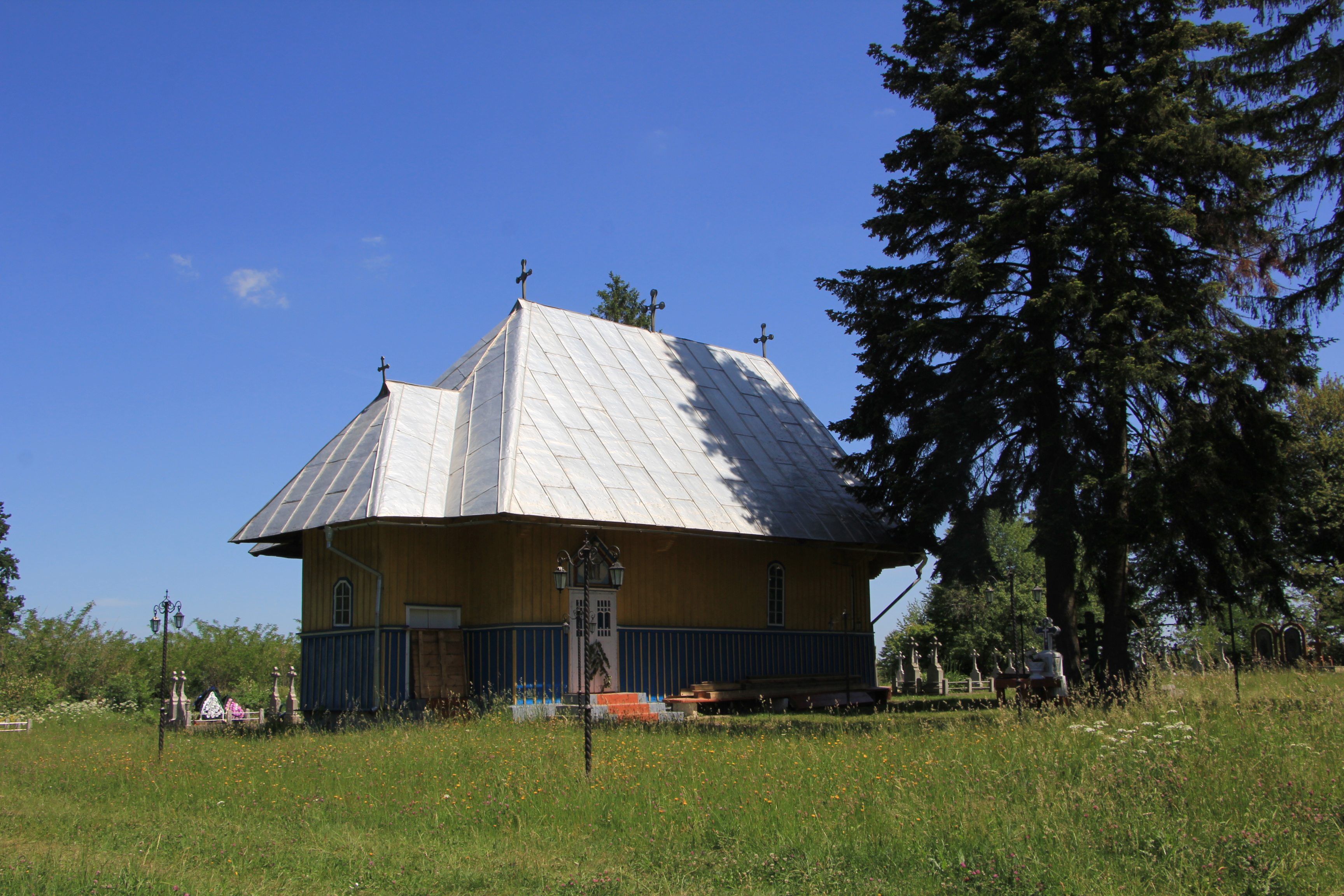
Дерев'яна церква Св. Арх. Михайла 1787 с. Купка
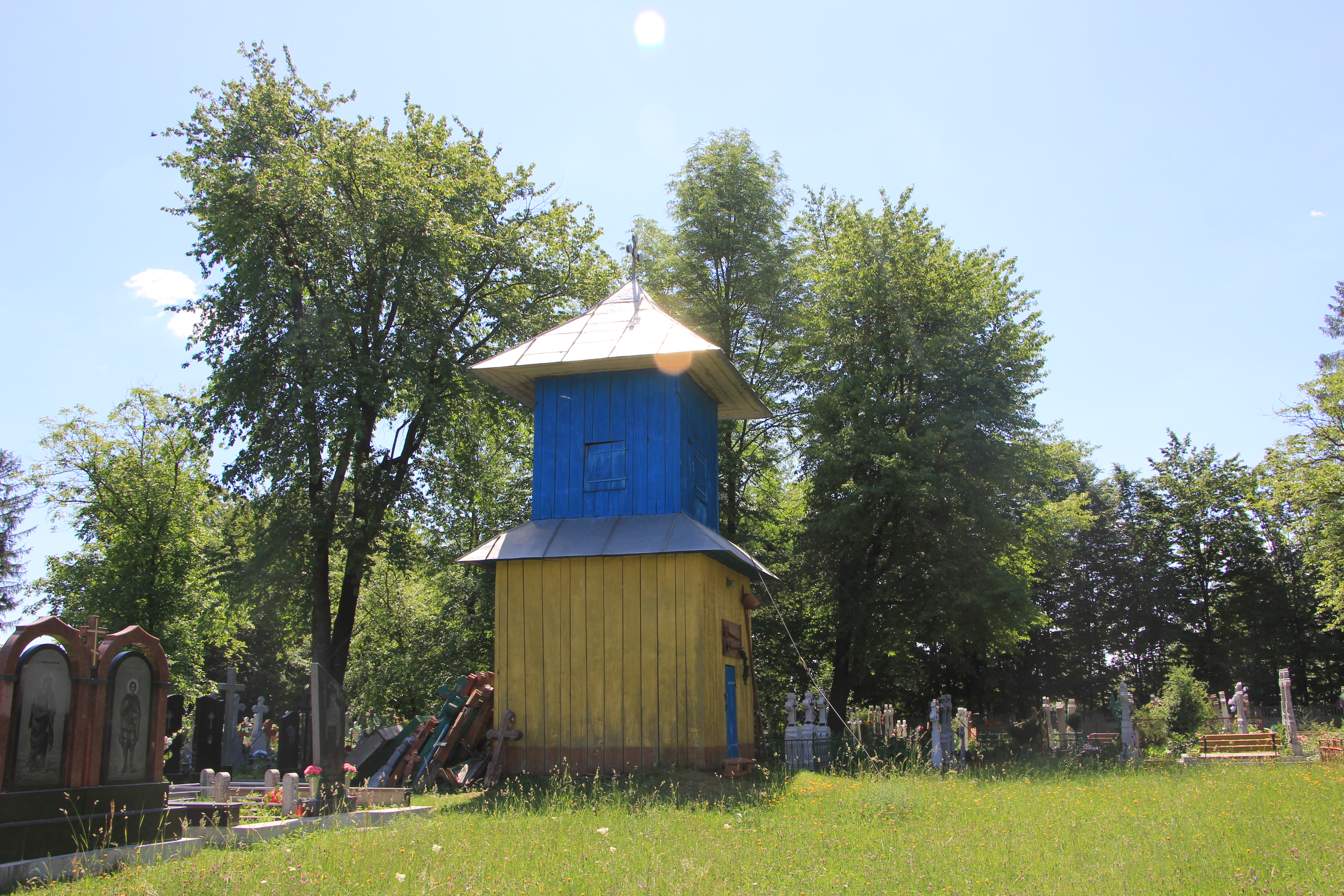
Дерев'яна церква Св. Арх. Михайла 1787. Дзвіниця. с. Купка